# Ruggero I di Montgomery
Ruggero di Montgomery, in francese: Roger Ier de Montgommery (... – prima del 1048), fu visconte di Hiesmois e signore di Montgommery.

## Origine
Di Ruggero di origine normanna, non si conoscono gli ascendenti.

## Biografia
Di Ruggero si hanno scarse notizie.
Dopo la morte del duca di Normandia, Riccardo III, causa veleno, secondo il monaco e cronista inglese, Orderico Vitale, (Richardus III veneno, non plene biennio peracto, periit), come duca di Normandia, gli succedette il fratello Roberto il Magnifico, detto anche Roberto il Diavolo, conte di Hiesmois, come conferma ancora Orderico Vitale e, secondo la Histoire de l'abbaye royale de Saint-Pierre de Jumièges. Tome 1, Ruggero, seguendo il comportamento del suo signore, Roberto, tenne un comportamento poco favore le alla chiesa di Jumièges (Riccardo III era stato un grande protettore della chiesa), spogliandola di alcune sue proprietà e trasferendo il mercato nel suo feudo di Montgommery.
Circa due anni dopo il duca Roberto obbligò Ruggero a restituire il mercato alla chiesa come conferma anche il The Complete Peerage (non consultato).
Secondo il monaco cristiano e scrittore, normanno, Guglielmo di Jumièges, nel suo Historiae Normannorum scriptores antiqui, Ruggero, dopo la morte del duca Roberto (1035) non ebbe più una posizione di rilievo nel ducato di Normandia; infatti, durante la reggenza di Gilberto di Brionne, che era stato nominato custode per Guglielmo il giovane figlio del duca Roberto, uno dei figli di Ruggero, sgozzò Osberno di Crepòn, siniscalco e co-reggente del ducato, che era figlio di un fratello di Gunnora, contessa di Rouen e marchesa di Normandia.
Per questo motivo, Ruggero fu esiliato ed andò a Parigi, mentre i suoi cinque figli rimasero in Normandia e continuarono a tenere un comportamento da facinorosi.
Dopo che il suo reato era stato prescritto, Ruggero rientrò nel ducato.
Ruggero morì prima del 1048, e, sempre secondo Guglielmo di Jumièges, fu trucidato nel sonno assieme ad alcuni suoi compagni, per vendicare la morte di Osberno di Crepòn.
Dopo la morte di Ruggero, il figlio primogenito Ugo gli succedette nella viscontea di Hiesmois, mentre signore di Montgommery divenne Ruggero, come conferma il The Complete Peerage (non consultato).

## Matrimonio e discendenza
Ruggero, come conferma la Chronica Albrici Monachi Trium Fontium, aveva sposato Iosselina (indicata come madre di Ruggero II di Montgomery, figlia di Seufria, sorella della contessa di Rouen e marchesa di Normandia, Gunnora.
Ruggero da Iosselina aveva auto cinque figli:
- Ugo[6] († prima del 1048), morì in battaglia, nel periodo di turbolenza, seguito all'assassinio di Gilberto di Brionne, ancora secondo il The Complete Peerage (non consultato)[5]
- Roberto[6] († prima del 1048), premorto al padre
- Ruggero[6] († 27 luglio 1094), signore di Montgommery, visconte di Hiesmois, signore d'Alençon e Conte di Shrewsbury
- Guglielmo[6] († prima del 1048), molto probabilmente morì assieme al padre
- Gilberto[6] († 1064), secondo Orderico Vitale fu avvelenato da Mabel di Bellême, la moglie di suo fratello, Ruggero[8].

### Fonti primarie
- (LA)  Monumenta Germanica Historica, tomus XXIII.
- (LA)  Historiae Normannorum scriptores antiqui.
- (LA)  Historia Ecclesiastica, tomus II.
- (LA)  Historia Ecclesiastica, tomus III.
- (LA)  Ordericus Vitalis, Historia Ecclesiastica, vol. unicum.

### Letteratura storiografica
- (FR)  Histoire de l'abbaye royale de Saint-Pierre de Jumièges. Tome 1.